# FC Hjørring
Az FC Hjørring, teljes nevén Football Club Hjørring egy dán labdarúgócsapat volt. A klubot 1886-ban alapították. A klub korábbi neve Hjørring IF volt. A klub 2013-ban egyesült a Frederikshavn fI csapatával, így létrejött a Vendsyssel FF csapata.

## Külső hivatkozások
- (dánul) Hivatalos weboldal Archiválva 2012. február 9-i dátummal a Wayback Machine-ben